# Jan Liedgren (historiker)
Lars Jan Liedgren, född den 30 augusti 1909 i Örebro, död den 28 augusti 1995 i Bromma, var en svensk historiker. Han var son till Emil Liedgren.
Liedgren avlade studentexamen i Västerås 1926, filosofie kandidatexamen i Uppsala 1930 och filosofie licentiatexamen där 1941. Han promoverades till teologie hedersdoktor vid Uppsala universitet 1967. Liedgren var extra tjänsteman i Riksarkivet 1941–1944, förste amanuens i Kammarkollegiet 1944–1945, förste amanuens i Riksarkivet 1945–1947 och extra ordinarie arkivarie 1947–1974 (tjänstledig 1945–1974). Han var medarbetare i Vitterhetsakademiens diplomatariekommitté 1935–1936, 1938–1941, 1945–1964, och redaktör för Svenskt diplomatarium 1964–1974 (tillförordnad 1954–1956). Liedgren var ledamot av Svenska nationalkommittén för genealogi och heraldik 1982–1990. Han invaldes som ledamot av Samfundet för utgivande av handskrifter rörande Skandinaviens historia 1952 och som korresponderande ledamot av Vitterhetsakademien 1968. Liedgren blev riddare av Nordstjärneorden 1973. Han vilar i sin familjegrav på Hovdestalunds kyrkogård i Västerås.